# Brian Whittle
Pour les articles homonymes, voir Whittle.
Brian Whittle (né le 24 avril 1964 à Ayr) est un athlète britannique spécialiste du 400 mètres. 

## Biographie

### Palmarès
| Date | Compétition                    | Lieu      | Résultat | Épreuve   | Performance   |
| ---- | ------------------------------ | --------- | -------- | --------- | ------------- |
| 1986 | Jeux du Commonwealth           | Édimbourg | 5e       | 400 m     | 47 s 10       |
| 1986 | Jeux du Commonwealth           | Édimbourg | 4e       | 4 × 400 m | 3 min 18 s 03 |
| 1986 | Championnats d'Europe          | Stuttgart | 1er      | 4 × 400 m | 2 min 59 s 84 |
| 1988 | Championnats d'Europe en salle | Budapest  | 2e       | 400 m     | 45 s 98       |
| 1988 | Jeux olympiques                | Séoul     | 5e       | 4 × 400 m | 3 min 02 s 00 |
| 1989 | Championnats d'Europe en salle | La Haye   | 2e       | 400 m     | 46 s 49       |
| 1989 | Championnats du monde en salle | Budapest  | 5e       | 400 m     | 46 s 78       |
| 1990 | Jeux du Commonwealth           | Auckland  | 4e       | 800 m     | 1 min 46 s 85 |
| 1990 | Jeux du Commonwealth           | Auckland  | 2e       | 4 × 400 m | 3 min 04 s 68 |
| 1994 | Championnats d'Europe          | Helsinki  | 1er      | 4 × 400 m | 2 min 59 s 13 |

### Records
| Épreuve    | Épreuve      | Performance | Lieu     | Date              |
| ---------- | ------------ | ----------- | -------- | ----------------- |
| 400 mètres | En plein air | 45 s 22     | Séoul    | 25 septembre 1998 |
| 400 mètres | En salle     | 45 s 98     | Budapest | 6 mars 1988       |